# Клеменс Бахледа
Клеменс Бахледа (на полски: Klemens Bachleda; роден през 1849 г. в Кошчелиско, починал през август 1910 г. в Мали Яворови щит) е полски екскурзовод, планински спасител, член на Tatrzańskie Ochotnicze Pogotowie Ratunkowe.

## Биография
Когато през 1909 г. Марюш Заруски създава TOPR, Бахледа се нарежда сред най-активните и отдадени членове на бързата медицинска помощ в Татрите.
На 6 август 1910 г. отива да помогне на спасителя Станислав Шулякевич, който претърпява тежък инцидент. След много часове катерене уморените спасители са на около 80 m от Шулякевич. Заради тежките условия Заруски нарежда прекратяване на акцията. Само Бахледа не се отказва и продължава без знанието на ръководителя. Малко след това пада каменна лавина. Затрупан от нея, Шулякевич умира от раните, студа и изтощението. След няколко дни спасителите откриват тялото на Клеменс Бахледа.